# Glavinitsa
Glavinitsa (en búlgaro: Главиница) es una ciudad de Bulgaria, capital del municipio homónimo en la provincia de Silistra.

## Geografía
Se encuentra a una altitud de 118 m s. n. m. a 397 km de la capital nacional, Sofía.

## Demografía
Según estimación 2012 contaba con una población de 2 230 habitantes.
|         | 2004  | 2005  | 2006  | 2007  | 2008  | 2009  | 2010  | 2011 |
| Mujeres | 1 024 | 1 022 | 998   | 1 005 | 998   | 978   | 970   | 802  |
| Varones | 1 001 | 998   | 962   | 962   | 947   | 950   | 921   | 743  |
| Total   | 2 025 | 2 010 | 1 960 | 1 967 | 1 945 | 1 928 | 1 891 | 1545 |